# Белоглазов, Константин Фёдорович
Константин Фёдорович Белоглазов (1887—1951) — учёный физико-химик, специалист в области использования руд цветных металлов, автор кинетической теории флотационного процесса. Лауреат Сталинской премии (1943).

## Биография
Родился в Камышине (Саратовская губерния). Окончил горно-заводской факультет Петербургского горного института (1914). Работал ассистентом Н. С. Курнакова по кафедре аналитической химии.
Профессор физической химии и химии золотого дела (1927).
Заведующий кафедрой физической химии Горного института (1941).
Похоронен на Литераторских мостках.

## Научная деятельность
Научная деятельность — разработка теоретических основ и технологических процессов обогащения и металлургической переработки руд цветных металлов.
В 1930—1931 совместно с профессорами Грейвером Н. С. и Кузнецовым А. Н. разработал технологии извлечения редких металлов: ванадия и тантала из золы нефти и битумов, ванадия из шлаков, молибдена из бедных полупродуктов, кобальта из бессемеровских шлаков, титана из ильменитовых руд.

## Награды и звания
- Сталинская премия (1946; в составе коллектива) — за разработку методов извлечения цветных и благородных металлов из сульфидных медно-никелевых руд.[1]